# Jeffrey Lee Pierce
Jeffrey Lee Pierce (Montebello, 27 giugno 1958 – Salt Lake City, 31 marzo 1996) è stato un musicista statunitense, noto soprattutto per essere stato fondatore, cantante, chitarrista e autore di quasi tutti i brani, della rock band statunitense The Gun Club.

## Biografia
Nato a Montebello, a est di Los Angeles, si avvicinò al mondo della musica divenendo recensore per diverse fanzine. Sin dall'adolescenza coltivò la passione per il Raggae, compiendo anche un viaggio in Giamaica, per il Delta blues di Robert Johnson e Son House, per il Rock 'n' roll di Bo Diddley, per il Folk rock di Bob Dylan, e, in generale, per il rock delle origini.
Verso la fine degli anni '70, conobbe il chitarrista Kid Congo Powers, insieme a cui fondò la prima band, i The Creeping Ritual. Nel 1980, la sua band cambiò nome in The Gun Club.
Nel 1981, pubblicò il primo album con i The Gun Club, Fire of Love, seguito da Miami e da The Las Vegas Story.
In questi anni, però, sviluppò una forte dipendenza dall'alcool e dalla droga. Nonostante ciò, continuò a produrre con la band, della quale, in fondo, era l'anima nonché la mente creativa.
Nel 1985 e nel 1992, inoltre, pubblicò due album, uno come solista e l'altro in collaborazione con Cypress Grove, amico e chitarrista.
Morì per emorragia cerebrale il 31 marzo del 1996, a Salt Lake City. Dopo la sua morte, Cypress Grove trovò una cassetta di canzoni inedite, a cui i due artisti avevano lavorato insieme. Chiedendo la collaborazione di vari amici e colleghi di Pierce, Grove registrò le canzoni professionalmente e diede inizio a The Jeffrey Lee Pierce Sessions Project in memoria dell'amico scomparso. Fino ad oggi, il progetto ha visto l'uscita di tre album su quattro.

## Discografia

### Con i The Gun Club
- 1981 - Fire of Love (Ruby Records)
- 1982 - Miami (Animal Records)
- 1984- The Las Vegas Story (Animal Records), (Passport Records)
- 1987 - Mother Juno (Red Rhino Records), (Fundamental Records), (Dancetaria Records)
- 1990 - Pastoral Hide and Seek (New Rose Records), (Solid Records), (Fire Records), (What's So Funny About)
- 1993 - Lucky Jim (What's So Funny About), (Triple X Records), (New Rose Records), (Solid Records)

### Solista
- 1985 - Wildweed (Statik Records)
- 1992 - Ramblin' Jeffrey Lee & Cypress Grove with Willie Love (New Rose Records), (Solid Records), (Triple X Records), (What's So Funny About)